# ستيفن اجركوفتش
ستيفن اجركوفتش (بالإنجليزية: Steven Ugarković)‏ (19 أغسطس 1994 في أستراليا - ) هو لاعب كرة قدم أسترالي في مركز الوسط. شارك مع منتخب كرواتيا تحت 19 سنة لكرة القدم ومنتخب أستراليا الوطني لكرة القدم تحت 23 سنة. أما مع النوادي، فقد لعب مع نادي أوسييك وإتش إن كيه غوريسا.

## روابط خارجية
- ستيفن اجركوفتش على موقع قاعدة بيانات كرة القدم.إي يو (الإنجليزية)
- ستيفن اجركوفتش على موقع Soccerway.com (الإنجليزية)